# 碳酸化
碳酸化指物质与二氧化碳反应产生碳酸根、碳酸氢根、碳酸。在化学中，也指羧化产生羧酸。 
在无机化学与地质学中，碳酸化很常见。金属氢氧化物(MOH)、金属氧化物(M'O)与CO2反应生成碳酸氢根与碳酸根:
MOH  +  CO2  →   M(HCO3)
M'O  +  CO2  →   M'CO3